# هال هانل
هال هانل (انگلیسی: Hal Haenel؛ زادهٔ ۱۸ اکتبر ۱۹۵۸) قایقران قایق بادبانی اهل ایالات متحده آمریکا بود.